# Lista sfinților maghiari
Lista sfinților maghiari sau al căror nume este legat de Ungaria precum și a beatificaților.  .
SFINȚI
- Sfântul Adalbert de Praga (956 – 997)
- Sfinții Zoerard-András și Benedek (? – aprox. 1010) și (? – aprox.1013)
- Sfântul Ștefan I (967/969/975 – 1038)
- Sfântul Emeric (c. 1007 – 1031)
- Sfântul Gellért (c. 980 – 1046)
- Sfântul Bystrík (c.1003 - 1046)
- Sfântul Mauriciu de Pécs (c.1000 - 1075)
- Sfântul Ladislau I (c. 1040 – 1095)
- Sfânta Irina (1080 – 1143)
- Sfântul David (1084 – 1153)
- Sfânta Elisabeta (1207 – 1231)
- Sfânta Agneza de Boemia (1205 – 1282)
- Sfânta Kinga a Poloniei (1224 – 1292)
- Sfânta Margareta a Ungariei (1242 – 1271)
- Sfântul Ludovic de Anjou (1275 – 1297)
- Sfânta Elisabeta Portugheza (1277 – 1336)
- Sfânta Hedvig (1373 – 1399)
- Sfântul Ioan de Capistrano (1386 – 1456)
- Sfinții Martiri de la Košice Sf. Marc (1588 – 1619), Ștefan Pongrácz (1584 – 1619) și Menyhért (1582 – 1619)

BEATIFICAȚI
- Gisela de Bavaria (c. 980 – 1050/60)
- Fericitul Mór (c. 1000 – c. 1070)
- Fericitul Pál (c. 1180 – 1241)
- Fericitul Bánfi Buzád (? – 1243)
- Fericitul Eusebiu de Esztergom (c. 1200-1270)
- Fericita Ilona (1200/1220 – c. 1270)
- Fericita Gertrúd (1227-1297)
- Fericita Jolanta de Ungaria (1235/39-1298)
- Fericita văduvă Elisabeta de Árpád (c. 1260 – c. 1320)
- Fericita fecioară Elisabeta de Árpád (1292/94 – 1336/38)
- Fericitul Carol al IV-lea a Ungariei (1887 – 1922)
- Fericitul László Batthyány-Strattmann (1870 – 1931)
- Fericita Sára Salkaházi (1899 – 1944)
- Fericitul Vilmos Apor (1892 – 1945)
- Fericitul Romzsa Teodor (1911 - 1947)

Maghiari în curs de beatificare
- Mária-Magdolna Bódi (1921 – 1945)
- Szilárd Bogdánffy (1911 – 1953)
- Mária-Margit Bogner (1905-1933)
- János Brenner (1931-1957)
- György Csepellényi (1626-1674)
- István Kaszap (1916 – 1935)
- Didák Kelemen (1683 – 1744)
- Dr. Ferenc Kucsera (1892 – 1919)
- P. Marcell Marton Boldizsár (1887 – 1966)
- Áron Márton (1896 – 1980)
- József Mindszenty (1892-1975)
- János Scheffler (1887 – 1952)
- János Torma (1914 – 1937)
- István Sándor ISDB (1914 – 1952)